# Bohemund V. (Antiochia)
Bohemund V. von Antiochia (* um 1200; † Januar 1252) war Fürst von Antiochia und Graf von Tripolis von 1233 bis 1252.
Bohemund V. war der Sohn von Bohemund IV. und Plaisance de Gibelet. Wie sein Vater, so hatte auch Bohemund V. eine ausgeprägte Abneigung gegen den Johanniterorden (stattdessen verbündete er sich mit den Tempelrittern) und das benachbarte Königreich Kleinarmenien, mit dem es erst kurz vor seinem Tod – nach Vermittlung durch König Ludwig IX. von Frankreich – zu einem Frieden kam.
1225 heiratete Bohemund in erster Ehe Alice von Jerusalem-Champagne, Witwe des Königs Hugo I. von Zypern, Mutter des noch minderjährigen Königs Heinrich I. von Zypern, und Prätendentin auf den Thron des Königreichs Jerusalem. Das Paar trennte sich 1227, die Ehe wurde spätestens 1229 wieder aufgehoben. 1235 heiratete er in zweiter Ehe Lucia von Caccamo-Segni, Großnichte Papst Innozenz’ III., Tochter des Grafen Paul von Segni. Mit Lucia hatte er zwei Kinder:
- Plaisance (* 1236; † 1261), ⚭ I) 1251 Heinrich I. (1217–1254), König von Zypern,  ⚭ II) Balian von Ibelin (1239–1277), Herr von Arsuf
- Bohemund VI. (* 1237; † 1275), Fürst von Antiochia und Graf von Tripolis